# Star Control II
Star Control II: The Ur-Quan Masters é um videogame de 1992, a sequência de Star Control. Foi desenvolvido pela Toys for Bob e publicado originalmente pela Accolade em 1992 para MS-DOS. Este jogo apresenta sistemas estelares abundantes em exoplanetas, viagens hiperespaciais, vida extraterrestre e diplomacia interestelar, com o jogo apresentando 25 raças alienígenas diferentes que podem ser comunicadas.
Lançado com aclamação da crítica, Star Control II é amplamente visto hoje como um dos maiores jogos para PC já feitos,  e apareceu em inúmeras listas de publicações dos maiores videogames de todos os tempos.
O jogo foi portado para o 3DO pela Crystal Dynamics em 1994 com uma apresentação multimídia aprimorada, permitida pela tecnologia de CD. O código fonte da porta 3DO foi licenciado sob GPL-2.0-ou-mais em 2002, o conteúdo do jogo sob CC-BY-NC-SA-2.5. O código 3DO foi portado para PC como The Ur-Quan Masters. Uma sequência, Star Control 3, foi lançada em 1996.

## Ligações Externas
- Star Control II. no IMDb.
- Star Control II. no MobyGames